# Paraluteres
Genre
Paraluteres est un genre de poissons tetraodontiformes.

## Liste d'espèces
Selon World Register of Marine Species (21 avril 2014), ITIS (21 avril 2014) et FishBase (21 avril 2014) :
- Paraluteres arqat Clark & Gohar, 1953
- Paraluteres prionurus (Bleeker, 1851) ou Monacanthe à selle noire

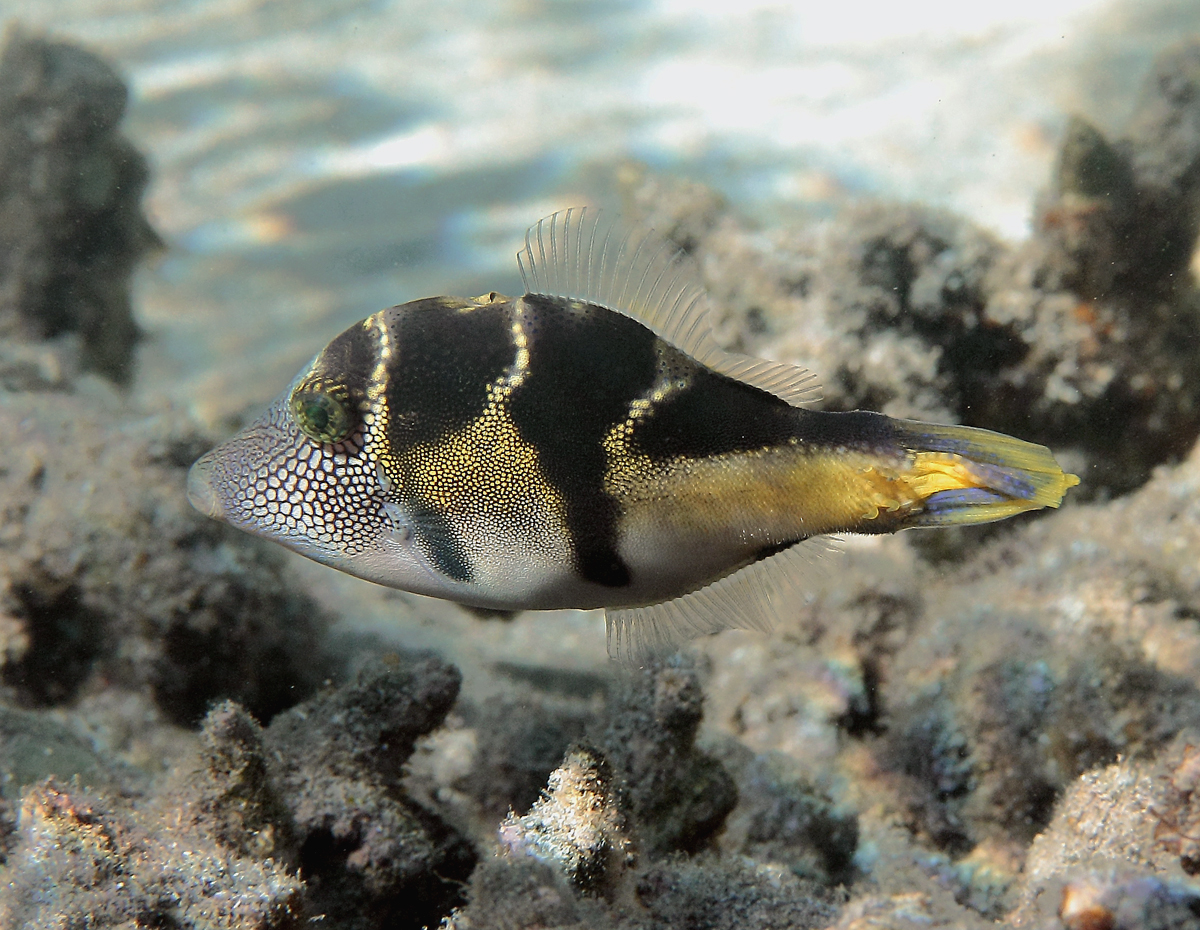
Paraluteres prionurus en livrée nuptiale. Il mesure jusqu'à 11 cm et est mimétique du poisson toxique Canthigaster valentini.